# Riatia variegata
Riatia variegata är en kackerlacksart som beskrevs av Rocha e Silva och Aguiar 1976. Riatia variegata ingår i släktet Riatia och familjen småkackerlackor. Inga underarter finns listade i Catalogue of Life.